# كريستيان كرامب
كريستيان كرامب (بالفرنسية: Christian Kramp)‏ (8 يوليو 1760 - 13 مايو 1826) هو عالم رياضيات فرنسي، عمله الأساسي في الرياضيات تمحور حول استخدام المضروب، ويعود إليه الفضل في تقديم الرمز المستعمل في تعريف الدالة العاملي n!.

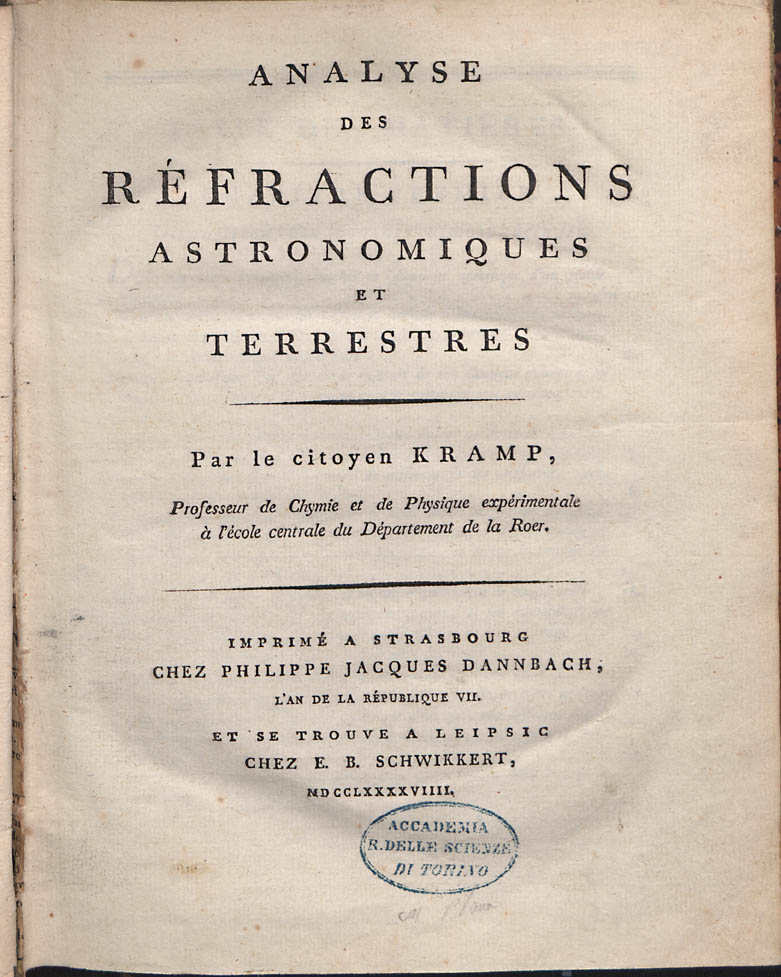
تحليل الانكسارات الفلكية والأرضية، 1799

كان والد كريستيان كرامب معلمه في مدرسة القواعد في ستراسبورغ. درس كرامب الطب وتخرج حاملا شهادته. ومع ذلك فقد تراوحت اهتماماته خارج المجال الطبي،  فبالإضافة لعدد من المنشورات الطبية فقد نشر عملاً عن علم البلورات عام 1793. في عام 1795 ضمت فرنسا منطقة راينلاند التي كان كرامب يقوم بعمله فيها، وبعد ذلك عمل مدرسًا في كولونيا (كانت هذه المدينة فرنسية من 1794 حتى 1815)، يُدرس الرياضيات والكيمياء والفيزياء، وكان يجيد القراءة والكتابة بالألمانية والفرنسية.
عام 1809 عُيِّنَ كرامب أستاذًا للرياضيات في ستراسبورغ. عام 1817 انضم لقسم الهندسة في الأكاديمية الفرنسية للعلوم. كسابقيه بيسل وليجاندر و غاوس بحث كاوس دالة المضروب وحاول تعميمها على الأعداد الغير صحيحة. عمله في دالة المضروب مستقل عن عمل جيمس ستيرلنغ وفانديرموند . كان أول من استخدم الترميز n! (في كتاب Elements d'arithmétique universelle ، 1808). في الواقع، توصل أبروجاست [الإنجليزية] لمفهوم عام لدالة المضروب في نفس الوقت.
| كريستيان كرامب | أستخدم الترميز البسيط n! للتعبير عن جداء الأرقام تنازليًا من n حتى الواحد، مثال n(n − 1)(n − 2) ... 3 . 2 . 1. واستخدامها الأساسي في تحليل التوافقيات، معظم براهيني، حول نفس الفكرة، جعلت هذا الترميز أساسيا. ... سميته 'القدرة (faculty)'. أبورجاست استخدم 'العاملي (factorial)' وهو أكثر ملائمةً وفرنسيةً. باستخدامي لفكرته، فإنني أهنئ نفسي على وفائي لذكرى صديقي. من مقدمة كريستيان كرامب لكتاب Elements d'arithmétique universelle, pp. V-VI and XI-XII, 1808 | كريستيان كرامب |

دالة كرامب وهي دالة خطأ مركبة متدرجة، تُعرف اليوم باسم دالة فاديفا [الإنجليزية].

## روابط خارجية
- إيريك ويستاين، Kramp's Symbol، ماثوورلد Mathworld (باللغة الإنكليزية).